# عزرا فورمان
عزرا فورمان (بالإنجليزية: Ezra Furman)‏ هو موسيقي وعازف قيثارة أمريكي، ولد في 5 سبتمبر 1986 في شيكاغو في الولايات المتحدة.

## وصلات خارجية
- الموقع الرسمي
- عزرا فورمان على موقع ميوزك برينز (الإنجليزية)
- عزرا فورمان على موقع أول ميوزيك (الإنجليزية)
- عزرا فورمان على موقع ديسكوغز (الإنجليزية)